# Dinah Félix
Pour les articles homonymes, voir Félix.
Mélanie dite Dinah Félix est une actrice française née en 1836 et morte en 1909.
C'est l'une des trois sœurs sociétaires de la Comédie-Française de la fratrie Félix avec Rachel Félix et Rébecca Félix.
Elle est inhumée au cimetière de Passy (Paris).

## Théâtre

### Carrière à la Comédie-Française
Entrée en 1862
Nommée 292e sociétaire en 1871
Départ en 1882
- 1847 : Athalie de Jean Racine : Joas (rôle d'enfant aux côtés de sa sœur, Mlle Rachel)
- 1862 : Tartuffe de Molière : Dorine
- 1864 : La Comtesse d'Escarbagnas de Molière : Andrée
- 1865 : George Dandin de Molière : Claudine
- 1865 : Henriette Maréchal d'Edmond et Jules de Goncourt : Thérèse
- 1875 : Les Précieuses ridicules de Molière : Cathos
- 1875 : Baron Lafleur de Camille Doucet : Lisette
- 1880 : Les Femmes savantes de Molière : Martine